# 近江谷杏菜
近江谷 杏菜（おおみや あんな、1989年10月12日 - ）は、日本の女子カーリング選手。フォルティウス所属。

## 人物
北海道北見市（旧常呂町）出身。身長165cm、体重63kg。右利き。北海道網走南ヶ丘高等学校卒業。社団法人日本カーリング協会 (JCA) 強化指定選手。チーム青森時代は青森市役所および青森市スポーツ会館勤務（2014年3月末で退社）。
父の近江谷好幸は、1998年長野オリンピックカーリング競技男子日本代表選手で、2002年ソルトレークシティオリンピックカーリング競技女子日本代表（シムソンズ）コーチを務めた。
実妹の近江谷七海も、父、姉同様にカーリング選手を目指している。

## 来歴
- 常呂小学校4年の10歳よりカーリングを始める。
- 2002年本橋麻里を中心としたチーム「マリリンズ」で北海道ジュニアカーリング選手権3位、日本ジュニアカーリング選手権優勝、世界ジュニアカーリング選手権10位。
- その後近江谷がスキップの「キャンディ　ストリッパー」（後に「grace」と改名）を結成する。
- 「grace」で、2003年度・2004年度北海道ジュニアカーリング選手権優勝。2004年度日本ジュニアカーリング選手権3位、2005年度北海道ジュニアカーリング選手権2位。2006年第1回全国高校カーリング選手権・2007年第2回同選手権（北海道選抜として出場）を2連覇する。
- 2005年度より北海道協会所属「チーム近江谷」（=「grace」）としてJCAジュニア強化チームB指定を受ける。
- 2006年公開映画『シムソンズ』に北海道大会決勝で対戦する相手チーム「北見エンジェルス」の選手として出演する。
- 2007年11月の第17回パシフィックカーリング選手権で日本代表（チーム青森）臨時リザーブに入る。
- 2008年1月に正式にチーム青森へ参加する。
- 「チーム青森」は2008年第25回日本カーリング選手権で優勝し、2008年第29回世界女子カーリング選手権へ日本代表として出場し、4位となった。
- 2009年11月7日、バンクーバーオリンピック女子カーリング競技日本代表決定戦に、サードとして出場し、チーム長野に4勝0敗（アドバンテージ2勝含む）と勝利し、オリンピック代表を獲得。これにより父娘による冬季オリンピック日本代表選手となることが事実上決まった。
- 2010年2月、バンクーバーオリンピックにサードとして出場し良いスタートを切るが、途中で極度の不振に陥り、第7戦以降スターティングメンバーから外れた。
- 2014年3月、勤務していた青森市役所を退職し、同時にチーム青森からも脱退。4月からは故郷の北海道に戻り、北海道銀行フォルティウスへ加入。

## 主な成績
2002年
北海道ジュニアカーリング選手権 3位
日本ジュニアカーリング選手権 優勝
世界ジュニアカーリング選手権 10位
2003年
北海道ジュニアカーリング選手権 優勝
2004年
北海道ジュニアカーリング選手権 優勝
日本ジュニアカーリング選手権 3位
2005年
北海道ジュニアカーリング選手権 2位
2006年
全国高校カーリング選手権 優勝
2007年
全国高校カーリング選手権 優勝
パシフィックジュニアカーリング選手権 4位
パシフィックカーリング選手権 2位
2008年
日本カーリング選手権 優勝
世界女子カーリング選手権 4位
パシフィックカーリング選手権 3位
2009年
日本カーリング選手権 優勝
パシフィックカーリング選手権 2位
2010年
2010年バンクーバー冬季オリンピック：8位
日本カーリング選手権 優勝
世界女子カーリング選手権 11位
パシフィックカーリング選手権 3位
2011年
日本カーリング選手権 2位
2012年
日本カーリング選手権 3位
2015年
第32回日本カーリング選手権大会 - 優勝
2021年
第38回日本カーリング選手権大会 - 優勝
2021年世界女子カーリング選手権大会 - 11位
2022年
第39回日本カーリング選手権大会 - 4位
2024年
第41回日本カーリング選手権大会 - 5位
2025年
第42回日本カーリング選手権大会 - 優勝

## チーム

### 4人制女子
| シーズン | スキップ   | サード     | セカンド   | リード                | リザーブ              | 主な大会                     |
| -------- | ---------- | ---------- | ---------- | --------------------- | --------------------- | ---------------------------- |
| 2007-08  | 目黒萌絵   | 本橋麻里   | 山浦麻葉   | 石崎琴美              | 近江谷杏菜            | PCC 2007, WWCC 2008          |
| 2008-09  | 目黒萌絵   | 本橋麻里   | 山浦麻葉   | 石崎琴美              | 近江谷杏菜            | PCC 2008                     |
| 2009-10  | 目黒萌絵   | 近江谷杏菜 | 本橋麻里   | 石崎琴美              | 山浦麻葉              | PCC 2009, OG 2010, WWCC 2010 |
| 2010–11  | 青田しのぶ | 山浦麻葉   | 近江谷杏菜 | 石崎琴美              |                       | [ 8 ]                        |
| 2011–12  | 青田しのぶ | 山浦麻葉   | 近江谷杏菜 | 石崎琴美              | 桜田朱恵李            | [ 9 ]                        |
| 2012–13  | 青田しのぶ | 近江谷杏菜 | 齋藤菜月   | 石崎琴美              | 近江谷七海            | [ 10 ]                       |
| 2014–15  | 小笠原歩   | 吉村紗也香 | 小野寺佳歩 | 船山弓枝 / 近江谷杏菜 | 近江谷杏菜 / 井田莉菜 | PACC 2014,WWCC 2015          |
| 2015–16  | 小笠原歩   | 吉村紗也香 | 小野寺佳歩 | 近江谷杏菜            | 船山弓枝              | [ 13 ]                       |
| 2016–17  | 小笠原歩   | 船山弓枝   | 吉村紗也香 | 小野寺佳歩            | 近江谷杏菜            | [ 14 ]                       |
| 2017–18  | 小笠原歩   | 小野寺佳歩 | 船山弓枝   | 近江谷杏菜            | 吉村紗也香            | [ 15 ]                       |
| 2018–19  | 吉村紗也香 | 小野寺佳歩 | 近江谷杏菜 | 船山弓枝              |                       | [ 16 ]                       |
| 2019–20  | 吉村紗也香 | 小野寺佳歩 | 近江谷杏菜 | 船山弓枝              |                       |                              |
| 2020–21  | 吉村紗也香 | 小野寺佳歩 | 近江谷杏菜 | 船山弓枝              | 伊藤彩未              | JCC 2021                     |
| 2021–22  | 吉村紗也香 | 小野寺佳歩 | 近江谷杏菜 | 船山弓枝              | 小林未奈              | JCC 2022                     |
| 2022–23  | 吉村紗也香 | 小野寺佳歩 | 近江谷杏菜 | 小林未奈              | 船山弓枝              | HBCC 2022                    |
| 2023–24  | 小谷優奈   | 小野寺佳歩 | 近江谷杏菜 | 小林未奈              | 船山弓枝              | JCC 2024                     |
| 2024–25  | 吉村紗也香 | 小野寺佳歩 | 小谷優奈   | 近江谷杏菜            | 小林未奈              | JCC 2025                     |

## 出演

### CM
- SUNTORY - BOSS贅沢微糖（2010年）